# Шегринка (деревня)
Шегринка — опустевшая деревня в Окуловском районе Новгородской области в составе Угловского городского поселения.

## География
Находится в центральной части Новгородской области на расстоянии приблизительно 14 км на восток-юго-восток по прямой от районного центра города Окуловка.

## История
Во второй половине XIX века была обозначена на «карте Шуберта» как поселение с 22 дворами. В 1911 году здесь (тогда деревня Шегрино Боровичского уезда Новгородской губернии) было учтено 28 дворов.

## Население
Численность населения: 141 человек (1911 год), 0 как в 2002 году, так и в 2011.